# Hofstetten, Baden-Württemberg
Hofstetten (Alemannic thấp: Hoofschdäddä) là một thị xã nằm ở huyện Ortenaukreis, thuộc bang Baden-Württemberg, Đức.